# Système éducatif au Maroc
Le système éducatif marocain est caractérisé par la cohabitation du système public et privé et de l'enseignement francophone et arabophone.
Le système public est géré par le ministère de l’Éducation nationale du royaume du Maroc alors que les systèmes privés sont gérés par des entreprises privées ou par des structures étrangères d'enseignement, publiques ou mixtes, comme l'Agence pour l’enseignement français à l’étranger (AEFE). Le réseau de l'enseignement catholique au sein du royaume du Maroc est placé sous la responsabilité de l'archevêque de Rabat .
Les taux brut de scolarisation et taux de d’achèvement du primaire des Marocains n'ont cessé d'augmenter régulièrement à tous les niveaux,. Le taux d'alphabétisation des adultes marocains atteignait 78 % en 2020 contre 52 % en 2004.
Le système éducatif marocain doit faire face à de très fortes inégalités. Ainsi, les élèves des milieux aisés et des classes moyennes sont envoyés dans des structures francophones, privées ou publiques, et suivent souvent des parcours d'excellence au Maroc (médecine, ingénierie, comptabilité, etc.) ou en France (universités renommées et Grandes écoles). Il est à noter que le système éducatif public souffre de graves problèmes : bien qu'il arrive à produire quelques très brillants élèves, ses résultats sont globalement faibles selon les classements internationaux des étudiants qui parlent arabe ; il est de plus régulièrement critiqué par les journaux et médias audio-visuels, les milieux patronaux marocains (CGEM), ainsi que par toutes les organisations internationales (Banque mondiale BMCI, UNESCO, BAD, UNICEF, BERD, OCDE, FMI).

## Histoire du système éducatif marocain
Avant le protectorat français - 1912/1956 -, l'enseignement était principalement lié au statut des écoles coraniques.
Au cours de la période du protectorat français, quelques établissements publics et privés en langue française s'implantent et sont fréquentés par des jeunes Français et des étrangers ou par des jeunes Marocains, issus de familles aisées car les frais de scolarité et d'inscription sont élevés.
L'immense majorité des Marocains , quand ils vivaient en zone rurale, ne lisait ni ne parlait l'arabe littéral.
La première université du Maroc, l'université Al Quaraouiyine de Fès, est créée en 859. La première université moderne au Maroc fut créée le 21 décembre 1957 par le roi du Maroc ; il s'agit de l'Université Mohammed V de Rabat qui est restée pendant de nombreuses années la seule université marocaine.
En 1955, 96 % des enseignants marocains et 42 % des enseignantes marocaines ne disposaient d'aucune formation pédagogique.

### Post-indépendance
L'école est devenue obligatoire pour tous les enfants marocains âgés de 6 à 13 ans en 1963. Il n'y a en effet pas de système de maternelle au Maroc, la plupart des enfants commençant l'école à 6 ans. Pour les parents souhaitant insérer leurs enfants plus tôt dans le système éducatif, il y a soit les écoles étrangères soit les écoles privées marocaines. Ces dernières sont bien souvent réservées aux enfants de familles aisées en raison de leur coût global de revient (inscription, achats de matériel divers) qui ne correspond pas au revenu moyen d'un ménage marocain.

### Islamisation et arabisation
À la fin des années 1970, le système éducatif est arabisé et islamisé. En 1977, Azzedine Laraki, militant pour l’arabisation de l’enseignement, est nommé par le roi Hassan II ministre de l’Éducation nationale avec le soutien du parti nationaliste-conservateur de l'Istiqlal. Dès lors, le nouveau ministre interdit tous les cours de philosophie. Ensuite, il s'attaque aux cours de sociologie : l'école de sociologie marocaine est interdite et les rares sociologues étrangers sont expulsés. Plusieurs fois reconduit jusqu'en 1986 dans ses fonctions de ministre de l'Éducation nationale au sein de gouvernements successifs, puis nommé Premier ministre (de septembre 1986 à août 1992), Azzedie Laraki continue sa politique d'arabisation avec l'instauration de cours obligatoire d'études islamiques.
Par la suite, toutes les matières sont rapidement arabisées, le français étant maintenu en tant que langue étrangère. En 1989, l'arabisation et l'islamisation du système éducatif public sont achevées. Les rares familles marocaines aisées qui envoyaient encore leurs enfants dans des écoles publiques francophones cessent de le faire. Le français reste toutefois conservé comme langue d'enseignement des matières scientifiques dans les écoles techniques et professionnelles du secondaire, les établissements d'enseignement technique, les écoles supérieures de technologie et les universités.
Les professeurs français sont remplacés par des professeurs syriens, égyptiens ou soudanais, proches des frères musulmans .
Pour Pierre Vermeren, professeur émérite d'histoire contemporaine et spécialiste de l'histoire du Maroc à l'université Paris-Sorbonne, l'arabisation et l'islamisation menées par Azzedine Laraki ont conduit à une véritable chute du niveau éducatif des jeunes Marocains et ont encouragé sur le long terme une montée en puissance de l'islamisme radical.
Pour l'universitaire marocain Abderrahman El Bouhmidi : « L’arabisation est une approche sectaire qui a créé des générations incapables de s’exprimer même en arabe, alors que du temps du bilinguisme, les étudiants marocains possédaient deux langues maternelles, l’arabe et le français »
Les Istiqlaliens défendent en public l'arabisation pour les masses mais optent pour la filière francophone en famille. Mais, à titre privé, les enfants des ténors du parti de  l'Istiqlal (Allal El Fassi, M'hamed Douiri, etc.) sont tous formés en français.

### Réaction deHassanII
En 1994, Hassan II qui avait pourtant fermé les yeux sur l'arabisation pour faire plaisir aux conservateurs de l'Istiqlal, commence lui-même à sérieusement s’inquiéter des insuffisances de l’enseignement arabisé et adresse une lettre en ce sens au Parlement marocain. Lors du lancement d'un colloque sur l’enseignement, Hassan II affirme qu'au rythme où va l’enseignement marocain, « les Marocains risquent non seulement d’être des pauvres mais aussi des ignorants ».
En 1996, un article paru dans l’hebdomadaire français L'Événement du jeudi se penche sur les appels à la haine et à la violence que contiennent les manuels scolaires marocains. L’article interpelle même le Premier ministre Édouard Balladur qui alerte alors le gouvernement marocain sur le sujet. Le Palais s’empare du dossier et crée une commission informelle pour revoir le contenu des manuels scolaires d’éducation islamique.
En raison de cette politique de l'arabisation de l'enseignement, le Maroc aurait perdu plusieurs points de croissance économique.

### Réformes
En 1999, le gouvernement se lance dans un vaste programme de réforme, avec l'adoption de La Charte nationale de l'éducation en 1999 et la période 2000-2009 devient « décennie de l’éducation ». Le Maroc a également réussi à améliorer l’accès au système éducatif de base avec l'aide de la Banque mondiale et d'autres organismes multilatéraux.
En 2006, le roi Mohammed VI , arrivé au pouvoir à compter du décès de son père, le roi Hassan II, en 1999, décide de créer le Conseil supérieur de l'enseignement.
Le Maroc se dote en 2009 d'un Programme d'urgence pour l'éducation afin de rattraper le lourd retard du pays. Le plan d'urgence couvre la période 2009-2012 et s'appuie sur les leçons apprises au cours de la décennie précédente. Dans ce contexte, le gouvernement marocain demande à cinq bailleurs de fonds importants — l'Union européenne (UE), la Banque européenne d'investissement (BEI), l'Agence française de développement (AFD), la Banque africaine de développement (BAD) et la Banque mondiale — d'aider à la mise en œuvre du programme de réforme du plan d'urgence.
Le 10 février 2016, le roi Mohamed VI ''court-circuite'' le chef du gouvernement en ordonnant directement lui-même une réforme de la langue utilisée dans le système éducatif dès la première année du primaire.
Cette mesure intervient après avoir créé des sections internationales dans plusieurs établissements du royaume, à compter de la rentrée scolaire 2013/2014,.
La réforme est accentuée par le ministre de l'éducation nationale en juillet 2017 pour la rentrée suivante avec l'instauration obligatoire de 2 heures de français dès la première année du primaire.
Depuis 2022, dans le cadre du Nouveau Modèle de Développement (NMD), le Maroc a lancé le programme des écoles pionnières. Il s’agit d’un nouveau modèle d’établissement primaire public visant à améliorer la maîtrise des apprentissages fondamentaux et à introduire des pratiques pédagogiques structurées et unifiées à l’échelle nationale. Ce dispositif repose également sur une organisation renforcée des écoles et une meilleure formation des enseignants.
La phase pilote, lancée en 2023-2024, a concerné 626 écoles, soit environ 9 % des établissements primaires. En 2024-2025, le programme a été élargi à 2 500 écoles, représentant près de 30 % des élèves du primaire. Pour l’année scolaire 2025-2026, il couvre 4 000 écoles, soit environ 51 % des élèves. Le ministère prévoit qu’à partir de la rentrée 2026, les écoles pionnières représentent près de 70 % des établissements primaires du pays, avec une généralisation progressive par la suite.

## Système de gestion de l'éducation au Maroc
Le système d'éducation du Maroc comprend les enseignements préscolaire, primaire, secondaire et universitaire. Les efforts du gouvernement en matière d'amélioration de la disponibilité des services d'éducation ont permis d’accroitre l'accès à tous les niveaux d'enseignement. Le système éducatif marocain comprend un cycle primaire de six années, un cycle secondaire collégial de trois années, un cycle secondaire qualifiant de trois années et l'enseignement supérieur. Il est placé sous la tutelle du ministère de l'Éducation nationale, de l'enseignement supérieur, de la formation des cadres et de la recherche scientifique (MEN).
Le ministère de l'Éducation nationale a décentralisé ses services au niveau de régions créées en 1999, quand les 72 provinces ont été réunies en 16 entités administratives régionales. Ensuite, la responsabilité de la prestation des services d'éducation a été lentement transférée au niveau régional. Ce processus de décentralisation permet de veiller à ce que les programmes d'éducation répondent aux besoins régionaux tout en assurant une gestion locale du budget. Chaque région dispose d'une académie régionale d'éducation et de formation (AREF) avec un directeur régional qui supervise les délégués provinciaux de la région. Les académies régionales sont également responsables de l'élaboration de 30 % du programme pour l'adapter aux besoins locaux. L'administration centrale du MEN continue de gérer les 70 % restants
.

### L'éducation préscolaire
Selon la Charte nationale de l'éducation, l'enseignement préscolaire est obligatoire et accessible à tous les enfants de moins de six ans. Ce niveau accueille les enfants âgés de quatre à six ans. Il existe deux types d'écoles pré-primaires au Maroc : les maternelles et les écoles coraniques. Les maternelles sont des écoles privées qui dispensent un enseignement principalement dans les villes. Les écoles coraniques préparent les enfants à l'enseignement primaire en les aidant à acquérir une alphabétisation de base et des compétences en calcul, et ont le potentiel de devenir une force majeure dans la lutte contre l'analphabétisme. Près de 80 % des enfants fréquentent une forme d'école coranique pendant une partie de leurs années d'école . En 2007, le taux brut de scolarisation (TBS) des élèves en préscolaire au Maroc était d'environ 60 %, avec le TBS des garçons atteignant 69,4 % et celui des filles 49,6 %. Le TBS des filles a augmenté au cours de ces dernières années, tandis que celui des garçons se situe à environ 69 % depuis 2003.

### L'enseignement primaire
Le cycle de l'enseignement primaire dure six ans et accueille les enfants de 6 à 12 ans. Les élèves doivent réussir un Certificat d'études primaires pour pouvoir être admis dans le cycle collégial de l'enseignement secondaire.
Les taux bruts de scolarisation (TBS) du niveau primaire ont augmenté régulièrement au cours des années 2000. En 2007, le TBS total au niveau primaire s'établissait à 107,4 % — 112 % pour les garçons et 101 % pour les filles. Mais l'indice de parité entre les sexes pour les TBS était à 0,89, ce qui montre que le problème de l'inégalité entre les genres persiste au niveau du primaire, sans oublier l'inégalité entre les régions avec des écoles moins bien pourvues en matériel pour l'enseignement ou manquant des équipements basiques (par exemple, pas de toilettes pour certaines). Le taux de redoublement au niveau du primaire est de 11,8 %, soit 13,7 % pour les garçons et 9,7 % pour les filles. Ces taux ont baissé au cours des dernières années pour les deux sexes. Le taux d'abandon scolaire au niveau primaire est passé de 26,7 % en 2000 à 11,8 % en 2011 et par répartition/sexe le taux d'abandon des filles est à peine plus élevé que celui des garçons, avec respectivement 22 et 21 %. Le taux d'abandon scolaire persiste comme un problème majeur, surtout en milieu rural, et d'une manière générale au niveau national, il reste encore très élevé par comparaison avec d'autres pays arabes, comme l'Algérie, Oman, l'Égypte et la Tunisie.

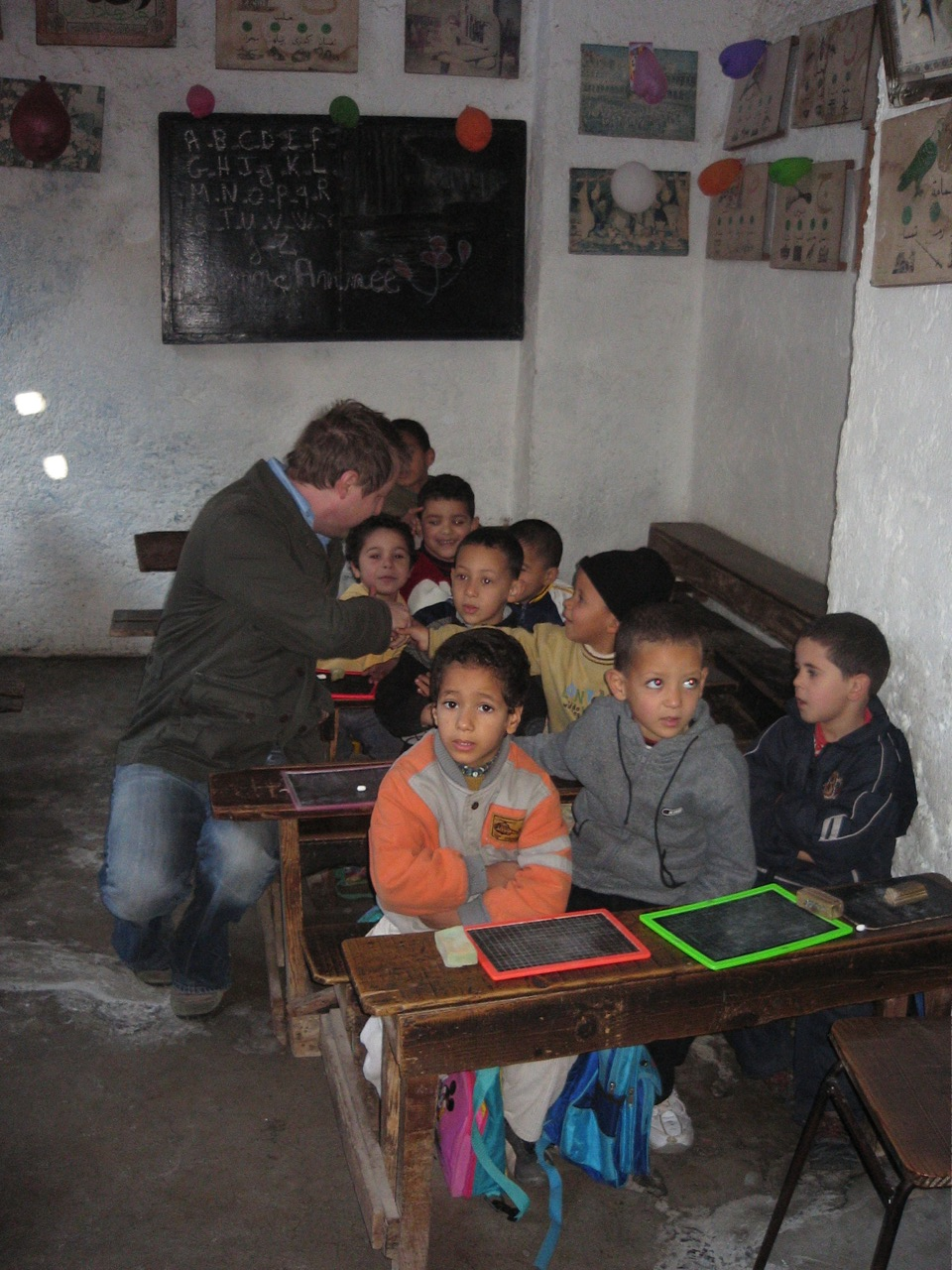
Une classe à Fès

### L'enseignement secondaire
L'enseignement secondaire s'ouvre par un premier cycle d'enseignement collégial de trois ans, dénommé « Collège ». Après 9 ans d'éducation de base (6 ans en école primaire + 3 en collège), les élèves s'engagent dans l'enseignement secondaire supérieur (Lycée) qui comprend un tronc commun d'un an. 
Les élèves de première année (tronc commun) choisissent entre plusieurs options, lettres, sciences, mathématiques ou une option originelle. Les élèves en deuxième année (soit la 1ère année en vue de l'obtention du baccalauréat) suivent des cours de sciences naturelles, physique, agronomie, études techniques, économiques, ou suivent les filières mathématiques A ou B et passent une examen régional.
À la fin des études du cycle secondaire (la 2ème année en vue de l'obtention du baccalauréat), les élèves sont tenus de passer un examen national sanctionnant leurs études pour obtenir le certificat du baccalauréat.

### L'enseignement supérieur

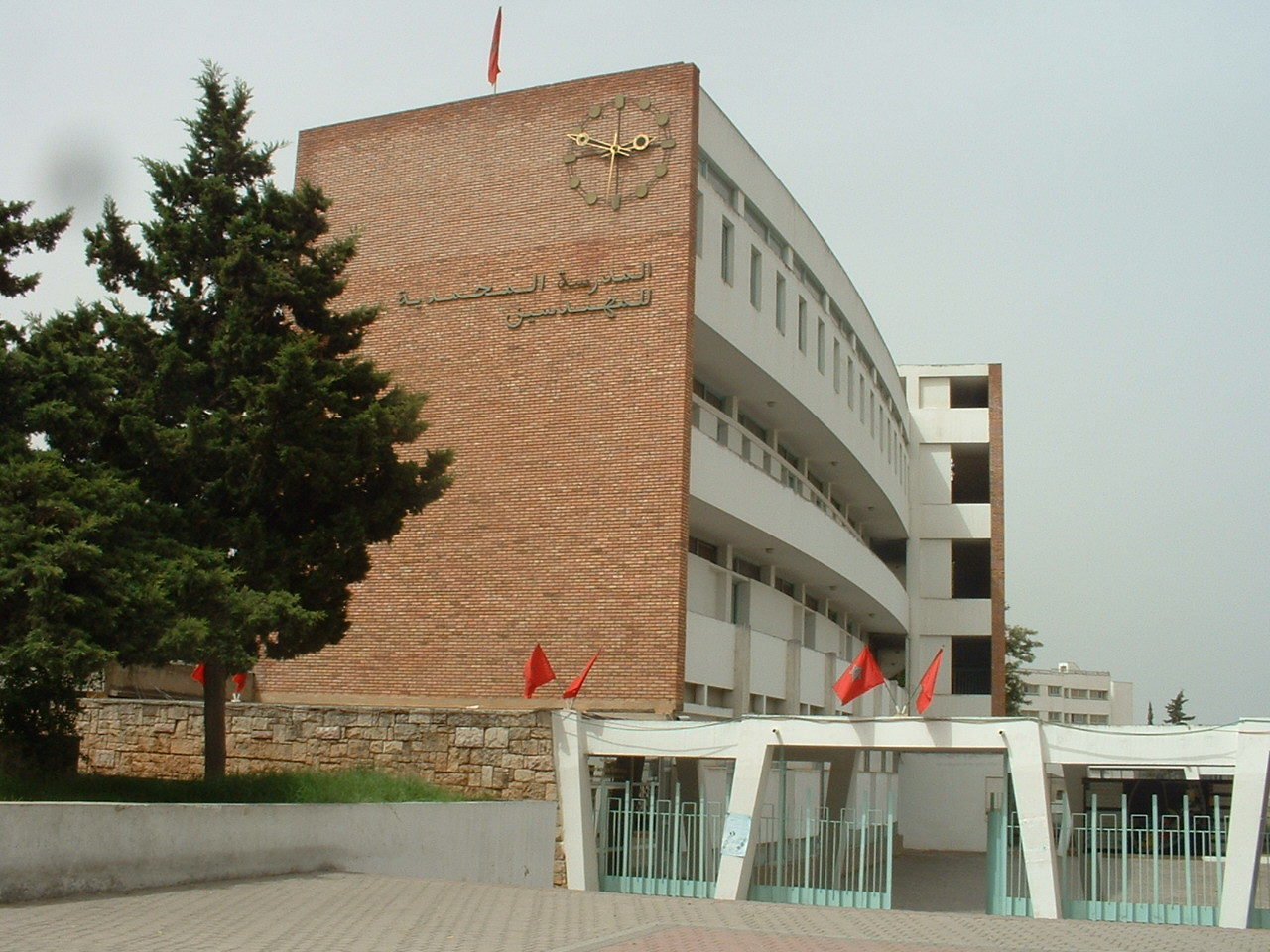
L'école Mohammadia d'ingénieurs à Rabat, en août 2004.

Le système d'enseignement supérieur comprend des établissements privés et publics. Il y a au Maroc une vingtaine d’universités publiques ou privées.
Jusqu'en 2018, l'enseignement supérieur public y était gratuit pour tous, mais une loi annoncée en novembre 2016 et adoptée début janvier 2018 contraint les étudiants disposant de revenus élevés à payer des frais d'inscription (la scolarité elle-même restant gratuite). En effet, le système éducatif universitaire marocain est passé de 780 000 à 900 000 étudiants, de l'année scolaire 2016-2017 à 2017-2018.
En 2007, 88 137 diplômes universitaires ont été décernés. Le taux brut de scolarisation au niveau universitaire est de 11 % et il n'a pas beaucoup varié au cours des dernières années.
L'admission aux universités publiques est subordonnée à l'obtention du baccalauréat. Pour les écoles supérieures de technologie (EST), l'admission se fait sur la base d'une sélection des notes obtenues au baccalauréat, suivie parfois d'un entretien ou d'un concours. L'admission à d'autres établissements tels que les écoles d'ingénieurs ou les écoles de commerce se fait sur concours.
Outre les études d'ingénieur, les autres domaines d'études en forte progression sont la médecine et la gestion des affaires. Selon le ministère de l'Éducation, les inscriptions en études de gestion ont augmenté de 3,1 % en 2003-2004 par rapport à 2002-2003. Un diplôme universitaire de premier cycle exige généralement deux ou trois années d'études et il faut ensuite, au cours du deuxième cycle universitaire, en moyenne deux ans pour obtenir une maîtrise .Après la possession d'une maîtrise ou d'un titre équivalent d'une école d'ingénieur, il est alors possible d' engager vers des études de troisième cycle afin d'obtenir le titre de Docteur ; la durée des études doctorales est au moins de trois ans.
Les universités marocaines ont également intégré l'utilisation des technologies de l'information et de la communication. Un certain nombre d'universités ont offert des cours de génie logiciel et d'ingénierie du matériel. En 2007, ce secteur universitaire produisait 2 000 diplômés par an dans le domaine des technologies de l'information et de la communication. Les établissements d'enseignement marocains ont également établi des partenariats avec des établissements d'enseignement en Europe et au Canada. Ils offrent des programmes d'études communs dans divers domaines permettant d'obtenir un diplôme dans des universités réputées.
Dans le cadre du renforcement de la responsabilisation publique, les universités marocaines sont soumises à une évaluation depuis 2000, avec l'intention de mettre ses résultats à la disposition de toutes les parties prenantes, y compris les parents et les étudiants.

### L'enseignement professionnel
La formation professionnelle n’a connu ses débuts qu’au cours du plan quinquennal 1960-1964. Les effectifs formés sont passés de 1 300 en 1961 à 205 000 en 2004 dont 45 % sont de sexe féminin. La part du secteur privé a enregistré une augmentation importante puisqu’elle est passée de moins de 15 % des effectifs en 1984 à 32,2 % en 2004.

## Défis du Maroc dans le secteur de l'éducation
Depuis la création de la première université moderne en 1957, en environ un demi-siècle, le Maroc a réussi à créer plusieurs universités dans les grandes villes et à alphabétiser une partie importante de sa population. Il a atteint depuis 2015 la scolarisation quasi totale des enfants mais reste néanmoins confronté à de nombreux défis s'il souhaite mieux éduquer sa population afin de pouvoir se développer.

### Qualification inadéquate des enseignants
La qualification du personnel éducatif marocain est souvent considérée comme très variable ou inadéquate.

### Absence d'esprit critique
Des critiques visent les enseignants marocains, qui auraient tendance à reproduire des méthodes pédagogiques ne permettant pas aux élèves de s’exprimer, débattre, communiquer, questionner, remettre en question, réfléchir . Ces méthodes d’enseignement ne tiendraient pas compte de la pédagogie moderne et auraient très peu évolué depuis l'ère des écoles coraniques (msid).
Pour Moulay Ismaïl Alaoui, ancien ministre marocain de l’éducation, l'école marocaine ne développe pas l'esprit critique : « Le problème c'est qu'on fabrique des têtes bien remplies à défaut de produire des têtes qui sont bien faites » .

### Important abandons et redoublements
L'efficience du système marocain est également faible avec des taux élevés d'abandon et de redoublement. Il existe également une demande croissante non satisfaite d'enseignement en collèges, au vu  du taux d'accès quasiment total à l'enseignement primaire. Cela se voit clairement dans les taux de scolarisation qui passent de 99,5 % au primaire (2014-2015), à 87,6 % au collège et à 61,1 % au lycée. Selon les chiffres comparatifs présentés dans le rapport 2014 du Forum économique mondial (2014), le Maroc est classé 104e sur 144 pays 

### Langues parlées à la maison
La mauvaise qualité de l'éducation devient un problème encore plus aigu en raison des problèmes liés à l'arabe littéral et à la langue parlée au quotidien dans  les familles - arabe dialectal et berbère.
Les Marocains ne parlent pas l'arabe littéral en famille mais plutôt un dialecte arabe appelé la darija ou bien l'amazigh (berbère). Or, l'arabe classique est la langue d'enseignement dans les écoles publiques . Le Maroc moderne « souffre »  ainsi de diglossie.
Pour l'universitaire Gilles Kepel : « L'éducation est le principal problème du Maroc. Cela pose un très gros problème et pose aussi un problème de langue. Quelle doit être la place de la darija, du fousha, du français ? (..) Je crois qu'il faut essayer de ne pas voir les choses de façon trop idéologique » 

### Persistance de l’analphabétisme

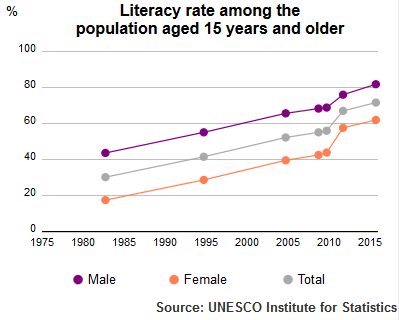
ISU Alphabétisation de population adulte de Maroc 1980-2015

Malgré les efforts importants déployés, l'analphabétisme persiste au Maroc. Dans les zones rurales et pour les femmes, le problème est encore plus inquiétant. Selon un rapport du haut commissariat au plan en 2014, environ 53 % des femmes marocaines sont analphabètes . Plus grave encore, les personnes scolarisées ne sont pas forcément alphabétisées.
Selon une étude de The Global initiative ESCR, seulement 31 % des enfants parmi les groupes les plus défavorisés (au sein des ménages démunis en zone rurale) ont atteint un standard minimum de lecture en 2011 alors que dans les villes, 84 % des élèves les plus favorisés (au sein des ménages aisés) ont atteint « un niveau international de lecture » la même année .

### Un enseignement supérieur fracturé
Le taux d'émigration des travailleurs très qualifiés (ingénieurs, médecins) est élevé. Le Maroc perd ainsi une quantité substantielle de sa main-d'œuvre qualifiée expatriée vers des pays étrangers, les Marocains représentant la plus forte communauté d'Afrique du Nord ayant migré en Europe. Cela est particulièrement vrai pour les filles qui constituent une part importante des élites marocaines et qui aspirent à la tranquillité des rapports hommes-femmes en Europe 
Le Maroc compte 8,6 ingénieurs pour 10 000 habitants contre 40 en Jordanie. Ce taux est au moins 10 fois supérieur dans les pays industrialisés : 164 pour 10 000 habitants en France et 540 au Japon .
Pour Hichem Karoui, du Middle East Studies Center :
- « L‘état effrayant des sociétés arabes, au niveau politique, social et culturel, est actuellement le principal motif derrière la fuite de leurs élites. Le fait qu'on observe dans certains pays pléthore de partis politiques n'est d'ailleurs pas signe de bonne vitalité. D'où une lassitude et une apathie générale envers la vie politique. L'organisation  sociale dans les pays arabes comporte en son sein les graines de l'étouffement des libertés. Dans ce système, l'esprit de corps joue le rôle central, assiégeant l'individu, et lui imposant obéissance et allégeance, ce qui fait de l’organisation (familiale, tribale ou clanique, confessionnelle ou ethnique, militaire) le premier ennemi de l'autonomie individuelle et de la liberté de pensée et d'opinion. Le choix de l'exil des intellectuels arabes est un choix éminemment rationnel. En effet, la liberté n'a pas de prix. » [39]
- Selon un autre rapport récent publié par le HCP : « Les élites modernistes, que l’on ne peut réduire ni à la sphère francophone ni aux élites formées à l’étranger, aspirent à des conditions de vie et à une liberté d’opinion et d’action telles qu’on les trouve dans les sociétés européennes. Si les conditions politiques et sociales de la société marocaine rendaient difficiles, voire impossibles, les conditions d’exercice de ces libertés, ce ne serait plus seulement les élites interdites de mobilité ascendante qui pourraient s’expatrier mais aussi les hauts cadres les plus brillants formés à l’étranger. Cette situation d’évitement des compétences les plus dynamiques pourrait être dramatique pour le Maroc. Pendant ce temps-là, les étudiants issus pour la plupart des classes populaires ne parviennent pas à s'insérer sur le marché du travail » [40].

## Conséquences

### Conséquences économiques
Pour le patronat marocain, l'arabisation menée par Azzedine Laraki lorsqu'il était ministre de l'éducation a été une très grave erreur.
Le secteur du tourisme et le secteur de l'offshoring sont particulièrement impactés, le cout se chiffrant en centaines de millions, voir en milliards  .
En 1981 est créée la première association marocaine des diplômés chômeurs . Depuis, le phénomène n'a cessé de s'amplifier.
Pour Nadiah Salah du quotidien l'Economiste
- « Même pour des tout-petits postes, il n’est pas certain que ces diplômés-chômeurs aient les compétences minimales : trop de fautes, et une façon de raisonner qui entraînerait automatiquement une forte baisse du niveau de l’administration. Pourtant, ils sont là, sur-diplômés et sous-formés. La question essentielle est de savoir par quelle aberration, par quelle négligence de tous leurs devoirs, leurs professeurs les ont poussés d’une classe à l’autre sans jamais se soucier de leur niveau scolaire réel ? Bien sûr, on peut incriminer la fraude aux examens, mais la fraude ne fonctionne pas pendant toute une scolarité, pendant 14 ans d’affilée ! »

Pour la Banque africaine de développement
- « Peu d’emplois à haute valeur ajoutée « décents » sont créés dans les pays du Maghreb pour absorber la main-d’œuvre qualifiée. Par conséquent, les rendements de l’éducation et la productivité de la  main-d’œuvre sont faibles (..) En essayant d’élargir l’accès à l’éducation, les écoles du Maghreb ont parfois sacrifié la qualité au profit de la quantité. Les compétences de base des étudiants n’atteignent pas encore un niveau assez élevé pour leur permettre de soutenir la concurrence dans un marché ouvert et mondialisé »[42]

### Livres
- Pierre Vermeren, École, élite et pouvoir, La Découverte, 2010  (ISBN 978-2-7071-5544-3)